# Mollābalūţ
Mollābalūţ (persiska: مله بلوط, Meleh-ye Balūţ, ملابلوط) är en ort i Iran.   Den ligger i provinsen Lorestan, i den västra delen av landet, 400 km sydväst om huvudstaden Teheran. Mollābalūţ ligger 1 370 meter över havet och antalet invånare är 409.
Terrängen runt Mollābalūţ är kuperad åt sydväst, men åt nordost är den bergig. Runt Mollābalūţ är det ganska tätbefolkat, med 72 invånare per kvadratkilometer. Närmaste större samhälle är Sarāb-e Dowreh, 10,7 km sydost om Mollābalūţ. Omgivningarna runt Mollābalūţ är i huvudsak ett öppet busklandskap.